# Clima templado húmedo
El clima templado húmedo es un clima templado situado en latitudes medias principalmente. Presenta humedad y lluvias a lo largo del año debido a la constante influencia marítima, encontrándose en los flancos occidentales y orientales de los continentes. De acuerdo con el sistema de Clasificación climática de Köppen, se denomina clima Cf; en donde la "C" indica que es templado o mesotérmico y la "f" indica que es húmedo (del alemán feucht = húmedo), es decir, sin estación seca definida. Muchas veces se considera el grupo Cf directamente como clima oceánico, pero este último es sólo un subtipo del templado húmedo, ya que el Cfa es otro clima distinto.
A diferencia del clima continental húmedo, el clima templado húmedo presenta menor diferencia de temperaturas tanto entre el día y la noche, como entre invierno y verano, debido la influencia marítima.

## Subtipos

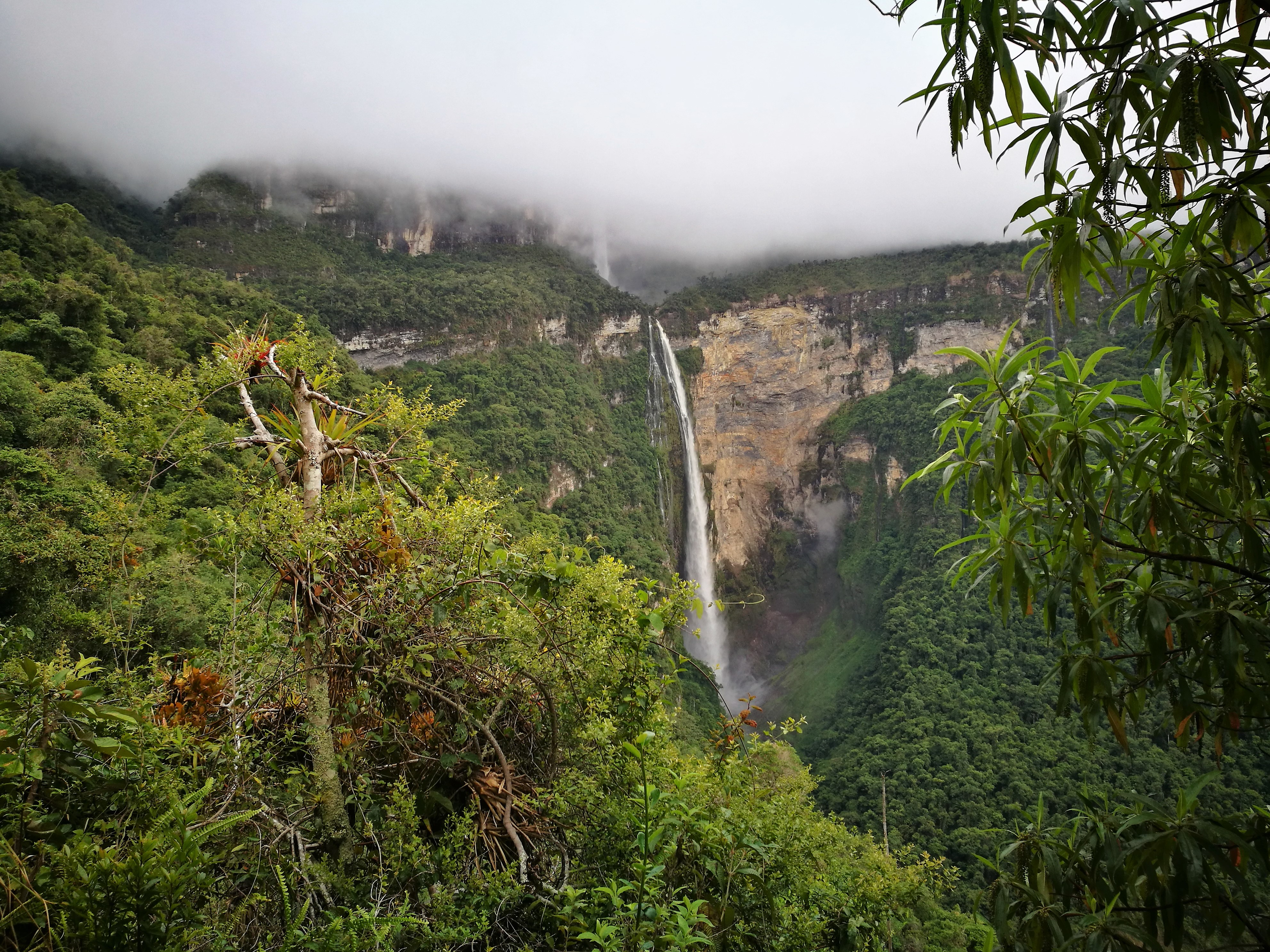
Catarata Gocta en el área amazónica del Perú donde el clima templado húmedo es común.

### Clima subtropical húmedo(Cfa)
El Clima subtropical húmedo, como otros climas subtropicales, se lo considera templado debido a que está principalmente en la zona templada de la Tierra, aunque hacia de los trópicos se vuelve más cálido. El clima subtropical húmedo, también llamado pampeano o chino, tiene fuerte influencia oceánica, con precipitaciones de alrededor de 1000 mm y preferentemente en verano debido a la influencia monzónica. En verano, hay una relación directa con el flujo de aire marítimo húmedo del lado occidental de las células anticiclónicas subtropicales sobre las aguas oceánicas de latitudes bajas; y en inverno se deriva principalmente de ciclones frontales a lo largo del frente polar. La vegetación típica es el bosque subtropical húmedo y pradera.

### Clima oceánico(Cfb)
Es el clima oceánico típico o clima oceánico propiamente dicho, también llamado clima marítimo, atlántico o británico, que se caracteriza por tener veranos suaves, inviernos fríos pero no gélidos, se localiza en latitudes medias y se encuentra comúnmente en las costas occidentales de los continentes, excepto en Australia y Nueva Zelanda, donde cubre las costas orientales. Las precipitaciones promedian unos 800 mm y la vegetación típica es el bosque templado húmedo.
Se encuentra bien extendido en Europa Occidental, costa noroeste de EE. UU., costa sudamericana en Chile, Argentina y Brasil; también en Sudáfrica, Taiwán, Nueva Zelanda y sudeste de Australia.

### Clima oceánico subpolar(Cfc)
El clima oceánico subpolar está situado a altas latitudes. Los veranos son fríos y nieva en parte del invierno. La vegetación característica es el bosque subpolar de frondosas y mixto, como por ejemplo el bosque subpolar magallánico, el cual está en la zona austral de Chile y que tiene una precipitación variable entre 500 a 3000 mm anuales. A este clima extremo pertenecen las ciudades de Hammerfest (Noruega), la más septentrional de Eurasia, y Puerto Williams (Chile), probablemente la más austral del mundo.